# Сажин, Зиновий Абрамович
Зиновий Абрамович Са́жин (настоящее имя — Соломон Абрамович Шнеерсо́н; 1903—1968) — советский актёр и педагог, лауреат Сталинской премии.

## Биография
Родился 16 (29 мая) 1903 года в селе Сосница (ныне пгт, Черниговская область, Украина). В 1921 году окончил Киевскую драматическую студию. Сценическую деятельность начал в 1922 году в Опытно-героическом театре под руководством Б. А. Фердинандова (Москва).
В 1924—1930 годах работал в Педагогической мастерской Г. Л. Рошаля (с 1925 года — Педагогический театр). В 1930—1936 годах — актёр и заведующий литературной частью Бауманского театра рабочих ребят, с 1936 года — 3-го Московского татра для детей, в 1938—1941 годах — Московского театра для детей. С 1941 года служил в ЦДТ.
С 1928 года вёл педагогическую работу в студиях детской театральной самодеятельности. В 1953—1959 годах преподавал во ВГИКе, с 1960 года работал в Училище имени Гнесиных (курс музыкальной комедии), в студии при ЦДТ. Автор пьес для самодеятельного детского театра, статей по вопросам детского театра.
Умер 26 августа 1968 года. Урна с прахом находится в колумбарии в Москве на Донском кладбище.

## Творчество

### Театральные работы
Педагогический театр:
- «Винтовка» А. А. Крона — беспризорник Рязань
- «Женитьба» Н. В. Гоголя — Подколёсин
- «Чёрный яр» А. Н. Афиногенова — Старик

ЦДТ
- «Улица радости» Н. А. Зархи — Голкер
- «Токмаков переулок» В. В. Смирновой — Юлька
- «Сказка» М. А. Светлова — Моисей
- «Двадцать лет спустя» М. А. Светлова — Направо
- «Проделки Скапена» Мольера — Сильвестр
- «Город мастеров» Т. Г. Габбе — Клик Кляк
- «Два капитана» В. А. Каверина — Михаил Васильевич Ромашов
- «Я хочу домой» С. В. Михалкова — Кук
- «Борис Годунов» А. С. Пушкина — Варлаам
- «Мёртвые души» Н. В. Гоголя — Манилов
- «Рамаяна» — Сугрива
- «Её друзья» В. С. Розова (режиссёры О. И. Пыжова, Б. В. Бибиков)
- «В поисках радости» В. С. Розова (режиссёр А. В. Эфрос)

### Фильмография
- 1936 — Чудесница — парикмахер

## Награды и премии
- заслуженный артист РСФСР (1947)
- Сталинская премия третьей степени (1950) — за исполнение роли Кука в спектакле «Я хочу домой» С. В. Михалкова (1949) на сцене ЦДТ